# Nationaal-Fascistische Gemeenschap
De Nationaal-Fascistische Gemeenschap (Tsjechisch: Národní obec fašistická, NOF) was een fascistische, nationalistische en extreemrechtse politieke partij tijdens de Eerste Tsjecho-Slowaakse Republiek. De NOF werd geleid door generaal Radola Gajda (1892-1948) die zich liet inspireren door Benito Mussolini.

## Geschiedenis

Poster met daarop generaal Radola Gajda (1892-1948)

Een ander embleem van de NOF

De NOF werd in maart 1926 opgericht door Radola Gajda en een groep medestanders. Een aantal van hen waren afkomstig uit de Tsjecho-Slowaakse Nationale Democratie (ČND), een burgerlijk-rechtse partij. Gajda had zich tijdens de Eerste Wereldoorlog en de Russische burgeroorlog onderscheidden als bevelhebber van het Tsjecho-Slowaaks Legioen en groeide uit als een nationale held in de jonge Tsjecho-Slowaakse Republiek. Hij stond bekend om zijn antidemocratische denkbeelden en raakte in de roerige jaren twintig in de ban van de Italiaanse dictator Benito Mussolini en diens versie van het fascisme. De NOF was voorstander van een corporatistische economie, geloofde dat Tsjecho-Slowakije een landbouwmogendheid moest worden en streefde naar een Panslavisch rijk dat naast Tsjecho-Slowakije ook uit Polen moest bestaan. Dit rijk zou een oorlog moeten beginnen tegen de Sovjet-Unie om zo het communisme te verslaan. Gajda en zijn NOF keerden zich tegen de nationale minderheden in Tsjecho-Slowakije zoals joden, Hongaren en Duitsers. De NOF was sterk antisemitisch. Naast de Sovjet-Unie werd Duitsland beschouwd als de grote vijand. Ook nadat Hitler aan de macht was gekomen in Duitsland bleef de partij anti-Duits. Pogingen om voet aan de grond te krijgen in Slowakije bleken niet vruchtbaar.
In haar beginjaren werkte de NOF samen met de ČND en de Nationale Liga (NL). De betrekkingen met de ČND verslechterden zodanig dat de samenwerking aan het einde van de jaren twintig werd beëindigd.
Bij de parlementsverkiezingen van 1929 behaalde de partij 2 zetels in de Kamer van Afgevaardigden en werd Gajda in het parlement gekozen. Bij de verkiezingen van 1935 won de NOF 6 zetels in de Kamer van Afgevaardigden.
In november 1938, na de stichting van de Tweede Tsjecho-Slowaakse Republiek, werd de NOF opgenomen in de Partij van Nationale Eenheid (SNJ), de verenigde rechtse partij. De NOF behield echter haar interne structuur. Met de Duitse bezetting en de instelling van het Protectoraat Bohemen en Moravië in maart 1939 opgenomen in de enige legale partij, de Nationale Gemeenschap (NS). Gajda trok zich terug uit de actieve politiek en werd na de bevrijding van Tsjecho-Slowakije gevangengenomen door de NKVD en in 1947 veroordeeld tot twee jaar gevangenisstraf. Hij overleed kort na zijn vrijlating.

## Verkiezingsresultaten

### Kamer van Afgevaardigden
| Jaar      | %    | Zetels  | +/-   |
| --------- | ---- | ------- | ----- |
| 1929      | 1,0% | 2 / 300 | NIEUW |
| 1935      | 2,0% | 6 / 300 | 4     |
| Uitslagen |      |         |       |